# Роланд Лесинг
Ролан Лесинг (ест. Roland Lessing; Тарту, 14. април 1978) је естонски биатлонац. Живи у граду Елва, Естонија. Биатлоном се почео бавити 1987, а од 1998 је члан естонске репрезентације. Члан је Елва ски клуба. Висок је 1,83 метра, а тежак 72 кг.
Дебитовао је 1997. на Светском првенству у биатлону за јуниоре у Форни Аволтри у Италији, а годину дана касније у Џерикоу без значајних успеха. Године 1998 учествује на Светском првенству у биатлону у Осрбљу у Словачкој. На истом месту је на почеку наредне сезоне стартовао у Светском купу у биатлону где је у дисциплини спринт био 75.
У Солт Лејк Ситију Лесинг је учествовао први пут на Зимским олимпијским играма 2002. где је његов најбољи резултат било једанаесто место у штафети. Учествовао је још два пута 2006. у Торину и 2010. у Ванкуверу, где је носио заставу Естоније на церемонји отварања, али на играма није имао значајнијих резултата.
Највећи успех у досадашњој каријери је освајање другог места у Светском купу 20. децембра 2009. у Покљуци у Словенији, када је у дисциплини потера постигао и прво победничко постоље у каријери.

## Резултати

### Зимске олимпијске игре
| 2002 Солт Лејк Сити (САД) | 45. појединачно, 70. спринт, 11. штафета             |
| 2006 Торино, Италија      | 62. појединачно, 58. спринт, 51. потера, 15. штафета |
| 2010 Ванкувер, Канада     | 65. појединачно, 62. спринт, 14. штафета             |

### Светско првенство у биатлону
| 1999 Холменколен (Норвешка)   | 47. спринт (SP), 55. потера, 13. штафета              |
| 2000 Холменколен (Норвешка)   | 64. спринт, 13. штафета                               |
| 2001 Покљука (Словенија)      | 65. спринт,                                           |
| 2003 Ханти-Мансијск (Русија)  | 68. појединачно, спринт НС, 9. штафета                |
| 2004 Оберхоф (Немачка)        | 83. појединачно, 84. спринт, 14. штафета              |
| 2005 Хохфилцен (Аустрија)     | 84. појединачно, 50. спринт, 40. потера, 16. штафета  |
| 2007 Anterselva (Италија)     | 23. појединачно, 42. спринт,, 37. потера, 11. штафета |
| 2008 Естерсунд (Шведска)      | 74. појединачно, 17. спринт, 32. потера, 12. штафета  |
| 2009 Пјонгчанг (Јужна Кореја) | 68. појединачно, 67. спринт, 14. штафета              |

### Светски куп

#### Генерални пласман
| Сезона  | Пласман |
| ------- | ------- |
| 2005/06 | 59.     |
| 2006/07 | 63.     |
| 2007/08 | 67.     |
| 2008/09 | 61.     |
| 2009/10 | 59.     |
| 2010/11 | 67.     |
| 2011/12 | 81.     |

#### Хронологија пласмана на победничко постоље
| Бр. | Датум              | Место   | Дисциплина     | Пласман | Промашаји   | Време       | Заостатак | Победник          |
| --- | ------------------ | ------- | -------------- | ------- | ----------- | ----------- | --------- | ----------------- |
| 1   | 20. децембар 2009. | Покљука | Потера 12,5 км | 2       | 0 (0+0+0+0) | 35:00,2 мин | +9,3 с    | Јевгениј Устјугов |